# Walter Simonson
Pour l’article homonyme, voir Simonson.
Walter Simonson (2 septembre 1946 - ) est un dessinateur et scénariste de comics américain né en 1946.

## Biographie
Il a commencé sa carrière dans les années 1970 en s'illustrant sur des titres comme Sword & Sorcery, Manhunter ou Doctor Fate. Il a également dessiné de nombreux épisodes de Battlestar Galactica ou de Star Wars (quand la bande dessinée était publiée par Marvel Comics). 
À la sortie des études, il crée les personnages des Star Slammers, qui feront l'objet d'un graphic novel dans la collection Epic de Marvel, puis d'une mini-série, dix ans plus tard, chez Malibu Comics / Bravura. Il a travaillé pour la plupart des grands éditeurs de comic books (Marvel Comics, DC Comics, Dark Horse Comics) au cours de sa carrière. Il a notamment travaillé avec Archie Goodwin (Manhunter), Frank Miller et Louise Simonson (sa propre épouse, sur la série X-Factor). 
Il est surtout connu pour son travail sur les personnages de Thor (à partir du numéro 337 jusqu'au #382), des Fantastic Four, de Orion chez DC (personnage hérité des séries de Jack Kirby) et Elric le Nécromancien mais aussi pour la série RoboCop vs. Terminator, dont le scénario a été écrit par Frank Miller.
Également scénariste, il a travaillé sur Les Vengeurs avec John Buscema ou sur Wolverine avec Mike Mignola. Son dessin très stylisé et dynamique met en œuvre des traits de mouvements, des onomatopées très expressives (souvent réalisées par John Workman) et un sens du design assez poussé.

## Vie personnelle

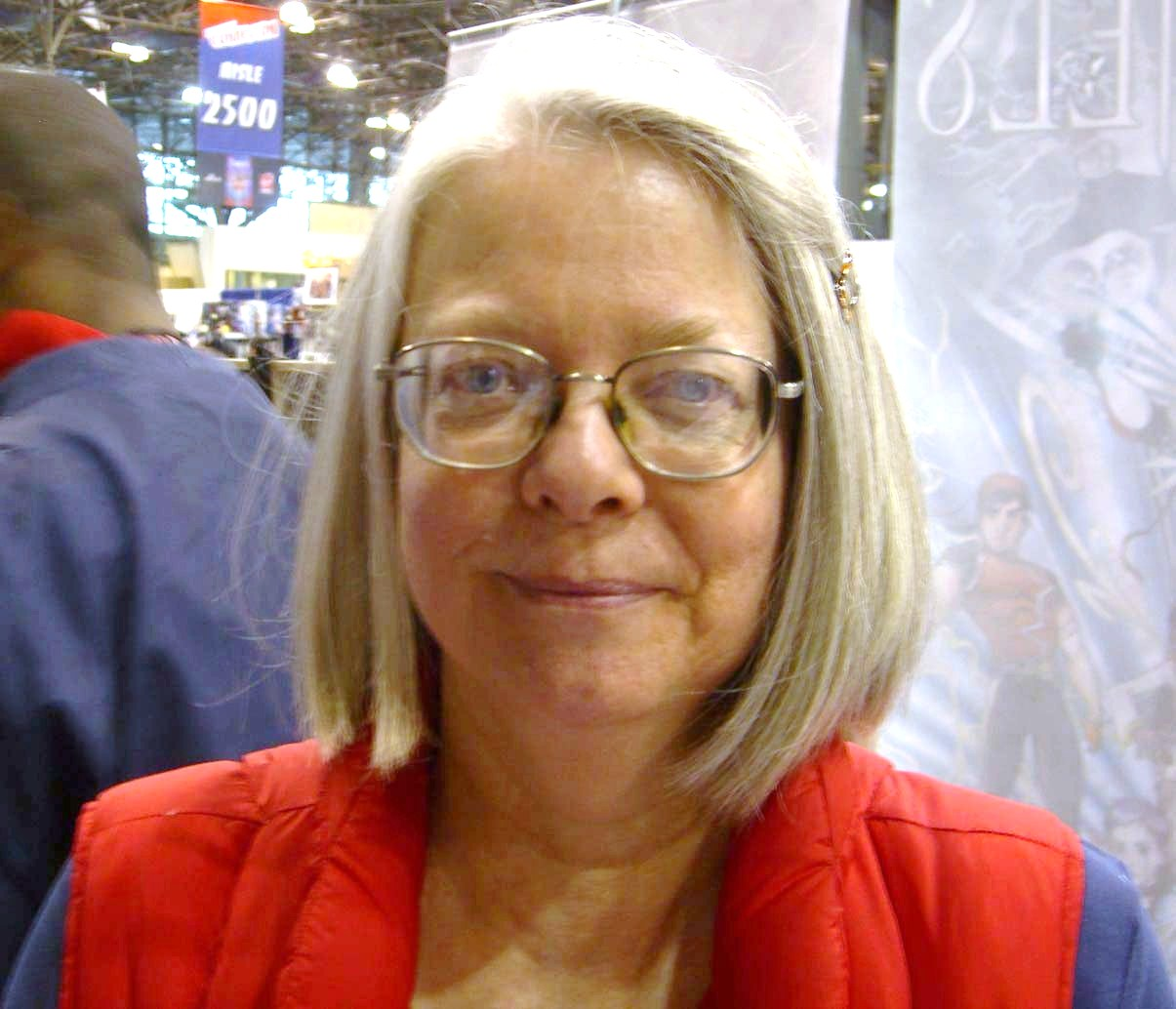
Louise Simonson. Photo prise à la New York Comic Convention 2008.

Walter Simonson a rencontré l'éditrice de bande dessinée Louise Alexander en 1973 et le couple a commencé à se fréquenter en août 1974. Ils se sont mariés en 1980,. Louise Simonson se consacre au scénario de bande dessinée à partir de 1983.

## Œuvres
(les titres suivis d'un * ont été traduits en français, même partiellement)
- Avengers vol.1 #291-300, Annual 1988, vol.2 #8-12 (Marvel, 1988-1989, 1997) *
- Balder the Brave #1-4 (Marvel, 1985-1986)
- Batman #312, 321 (DC, 1979, 1980) *
- Batman: Black and White #2 (DC, 1996) *
- Beta Ray Bill, Thor #337; (novembre 1983)*
- Bizarre Adventures #29 (Marvel, 1981)
- Devil's Reign #1 (crossover Marvel/Top Cow, 1997) *
- Doctor Strange vol.2 #45 (Marvel, 1981) *
- Elric: The Making of a Sorcerer #1-? (DC) *
- Eternals vol.2 #9 (Marvel, 1986)
- Fantastic Four vol.1 #334-350, 352-354, Annual 1990 (Marvel, 1989-1991) *
- Galactica #4-5, 11-13, 15-23 (Marvel, 1979-1981)
- Havok & Wolverine - Meltdown #1-4 (Marvel, 1988-1989) *
- Hercules Unbound #7-12 (DC, 1976-1977) *
- Impulse #52-53 (DC, 1999)
- John Carter, Warlord of Mars #15 (Marvel, 1978)
- Jurassic Park #1-4 (scénario, Topps, 1993) *
- Marvel Fanfare vol.1 #41, 60 (Marvel 1988, 1992)
- Marvel Super Heroes vol.2 #15 (Marvel, 1993)
- Marvel Super Special #3, 18 (Marvel, 1978, 1981) *
- Metal Men vol.1 #45-49 (DC, 1976)
- Orion #1-9 (DC, 2000-2001)
- The Path #5 (dessin, CrossGen, 2002) *
- Rampaging Hulk vol.1 #1-3 (Marvel, 1977)
- RoboCop versus The Terminator #1-4 (Dark Horse)
- Star Wars #16, 49-66 (Marvel, 1978, 1981-1982) *
- Starslammers roman graphique, #1-4 (Marvel)
- Sword of Sorcery #4-5 (DC, 1973)
- Thor vol.1 #260-271, 337-382, Annual 1978, vol.2 #32 (Marvel, 1977-1978, 1983-1987, 2001) *
- The Uncanny X-Men And New Teen Titans (crossover Marvel/DC, 1982) *
- World of Warcraft#1 Comic ( ?- 14.11.2007 ) *
- X-Factor vol.1 #10-11, 13-15, 17-19, 21, 23-31, 33-34, 36-39 (Marvel, 1986-1989) *

## Prix
- 1974 : Prix Shazam du meilleur nouveau talent
- 1975 : Prix Shazam de la meilleure histoire pour « Götterdämmerung », dans Detective Comics n°443 (avec Archie Goodwin)
- 1986 :  Prix Haxtur du meilleur scénario pour Thor : La Saga de Surtur
- 1990 :  Prix Haxtur du meilleur dessin pour Thor : La Chanson de Mjolnir
- 1991 :  Prix Haxtur de la meilleure couverture pour Los 4 Fantásticos n°100
- 2007 :  Prix Haxtur de la meilleure couverture pour Clásicos DC n°4 : Orion
- 2008 :  Prix Haxtur de la meilleure histoire longue pour Elric (avec Michael Moorcock)
- 2013 : Prix Harvey du meilleur album non inédit pour Aliens : Le Huitième Passager (avec Archie Goodwin)
- 2017 : Temple de la renommée Will Eisner